# Corynura
Corynura is een geslacht van vliesvleugelige insecten van de familie Halictidae.

## Soorten
- C. ampliata (Alfken, 1913)
- C. analis (Herbst, 1924)
- C. apicata (Sichel, 1867)
- C. atrovirens (Herbst, 1924)
- C. bruchiana (Schrottky, 1908)
- C. callicladura (Cockerell, 1918)
- C. corinogaster (Spinola, 1851)
- C. cristata (Smith, 1853)
- C. chilensis (Spinola, 1851)
- C. chiloeensis (Cockerell, 1918)
- C. chloris (Spinola, 1851)
- C. chloromelas (Alfken, 1913)
- C. herbsti (Alfken, 1913)
- C. heterochlora Alfken, 1926
- C. lepida Alfken, 1926
- C. melanoclada (Cockerell, 1918)
- C. patagonica (Cockerell, 1919)
- C. prothysteres (Vachal, 1904)
- C. rubella (Haliday, 1836)
- C. spadicidiventris Alfken, 1916